# Едіє Джемілєва
Едіє́ Джемілє́ва — кримськотатарська громадська діячка, активістка, ветеранка кримськотатарського національного руху.

## Громадська діяльність
Едіє Джемілєва брала активну участь у кримськотатарському національному русі за повернення на батьківщину. У 1992 році вона була депутаткою в Ташкенті та, за спогадами учасниці руху Діляри Нурмамбетової, «робила все можливе і неможливе», допомагаючи кримським татарам, які проживали в Ташкенті та його околицях, повернутися до Криму. Вона брала участь у розповсюдженні кримськотатарських газет та журналів, допомагала з придбанням квитків та організацією перевезення речей для тих, хто повертався.
У червні 2018 року разом з Абдурешитом Джеппаровим та Лейлею Яшлавською відвідала Людмилу Сенцову, матір ув'язненого в Росії українського режисера Олега Сенцова, щоб підтримати її під час голодування сина. Активістки ділилися спогадами про Мустафу Джемілєва та його тривале голодування, підбадьорюючи матір політв'язня.
10 червня 2021 року Едіє Джемілєва виступила свідком захисту на засіданні підконтрольного Росії міського суду Армянська у справі проти національного лідера кримських татар Мустафи Джемілєва. Вона давала свідчення щодо епізоду про недбале зберігання зброї. Едіє Джемілєва, яка часто бувала в будинку Мустафи Джемілєва, описала будову дверей та фрамуги в його кабінеті, зазначивши, що проникнення до нього було можливе лише шляхом зламу. Її свідчення стосувалися подій травня 2013 року, коли син Мустафи Джемілєва, Хайсер, скоїв убивство з карабіна, що належав його батькові. Вона передала слова Хайсера про те, як він проник до кабінету батька та взяв зброю з сейфа.

## Нагороди
- Нагрудний знак «За заслуги перед кримськотатарським народом» (2019) — за значний внесок у питання захисту прав кримськотатарського народу, його право вільно жити на своїй історичній Батьківщині[7][8].